# Séminaire Saint-Sulpice
Ne doit pas être confondu avec Vieux Séminaire de Saint-Sulpice ou Ancien séminaire Saint-Sulpice.
Le séminaire Saint-Sulpice est une maison de formation ecclésiastique de l'Église catholique de France dirigée par la Compagnie des prêtres de Saint Sulpice. Fondé au XVIIe siècle par Jean-Jacques Olier, le séminaire offre tout le programme d'études (philosophie et théologie) conduisant au sacerdoce.
Il se situe rue du Général-Leclerc à Issy-les-Moulineaux dans le département des Hauts-de-Seine (France), depuis l'expulsion et la confiscation du bâtiment d'origine place Saint-Sulpice (Paris) en 1905.
L'ensemble des bâtiments, à l'exception des parties classées, fait l'objet d'une inscription au titre des monuments historiques depuis le 16 février 1996.
Le nymphée, les chapelles (Grande, Notre-Dame et de la Solitude, oratoire inclus), le bassin XVIIIe siècle, le passage souterrain sous la rue Minard et l'édicule Saint-Joseph, font l'objet d'un classement au titre des monuments historiques depuis le 13 avril 1995.

## Histoire du bâtiment
Le séminaire a été construit sur l'emplacement d'un logis seigneurial que Marguerite de Valois acheta le 25 novembre 1606 à Jean de La Haye, un de ses marchands joailliers à Paris et où elle fit plusieurs séjours à la fin de sa vie. La propriété passa ensuite à Louis XIII en 1615, puis elle est vendue aux enchères le 30 août 1618 à Michel Sarrus, conseiller au Parlement de Paris. Sa veuve Antoinette, née Le Prestre, vend la propriété le 29 novembre 1640 à Antoine de Sève, aumônier du roi, prieur de Champdieu et d'Ulnon, et ami de Jean-Jacques Olier (fondateur des sulpiciens), lequel y fit des séjours à partir de 1640.
En 1655, Alexandre Le Ragois de Bretonvilliers (successeur d'Olier comme curé de Saint-Sulpice en 1653 puis comme supérieur général de la Compagnie de Saint-Sulpice en 1657) achète le domaine à Antoine de Sève et en ouvre les portes aux Sulpiciens désireux de venir s'y reposer. À sa mort en 1676, il lègue la propriété à la Compagnie de Saint-Sulpice sous deux conditions : il demande que ce lieu serve aux vacances, mais aussi aux études des futurs Sulpiciens. Sous son successeur Louis Tronson, l'endroit abrita notamment les « entretiens d'Issy » (1694-1695), réunissant Bossuet, Fénelon, le cardinal de Noailles pour examiner les écrits de Madame Guyon. Jusqu'au XIXe siècle, les personnages célèbres s'y succèdent : le cardinal de Fleury, Talleyrand, sans oublier Ernest Renan qui laissa quelques témoignages au sujet du séminaire qu'il quitta cependant.
Les démolitions dues à la Révolution puis à la Commune ont amené de nombreux travaux de réhabilitation et de construction, notamment une chapelle imitée de celle de Versailles. Les constructions nouvelles ont été faites avec des pierres provenant de la roche des carrières de Fleury à Clamart.
Ce lieu est le seul grand domaine de l'Ancien Régime qui ait survécu jusqu'à nos jours dans toute son étendue. Le jardin, les façades et la toiture ont été restaurés, ce qui en accentue le caractère majestueux.

## Bâtiment
Dans la crypte de la grande chapelle ont été transportés et reconstitués : le mur du chemin de ronde de la prison de la Roquette, devant lequel ont été fusillés par la Commune de Paris les otages, le 24 mai 1871 ; les cellules, avec leur ameublement, occupées par l'archevêque Georges Darboy et le séminariste Paul Seigneret avant leur exécution.

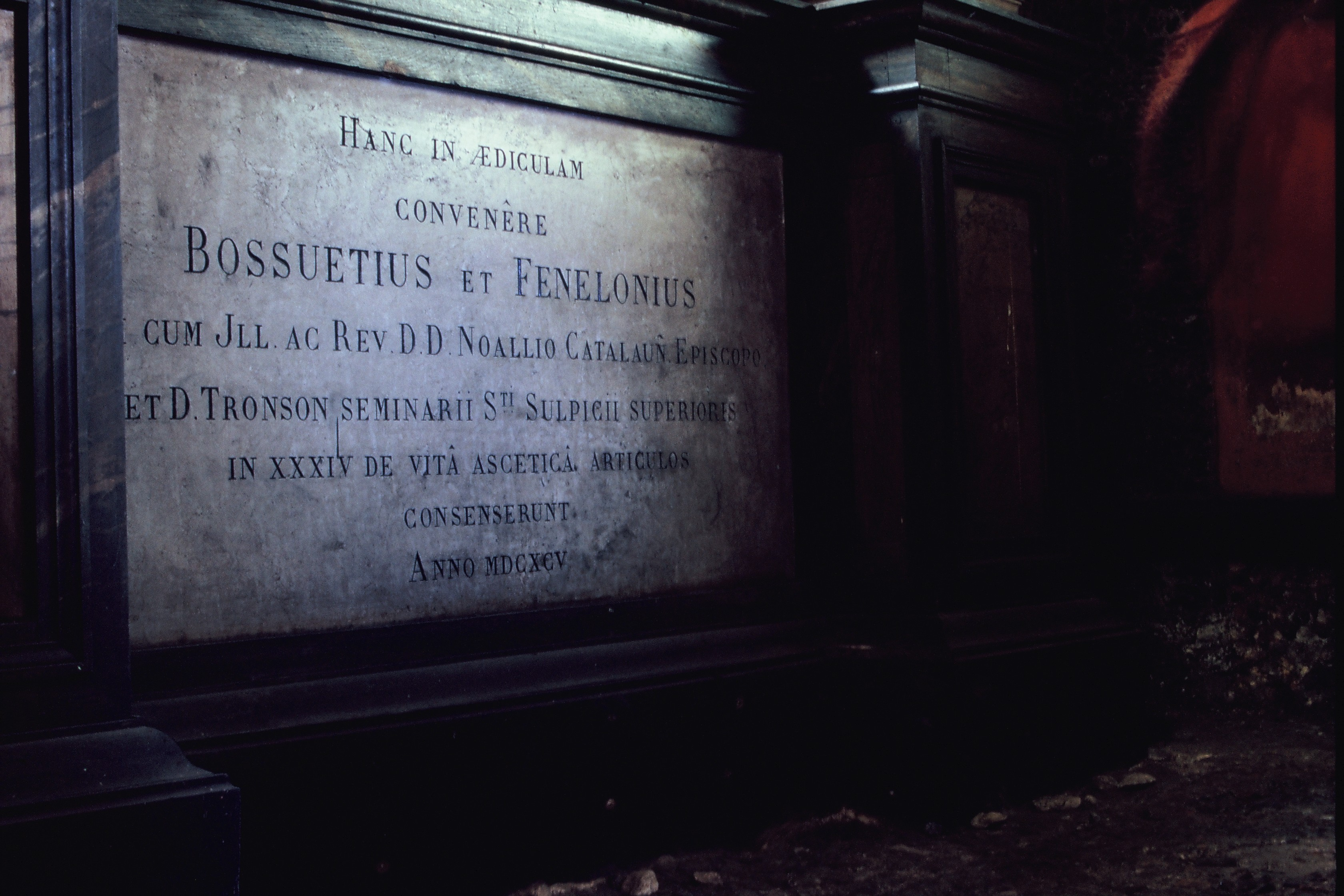
Plaque commémorative du débat entre Fénelon et Bossuet sur le quiétisme.

Dans le nymphée, une inscription rappelle que c'est en cet endroit qu'eurent lieu les conférences-débats entre Fénelon et Bossuet en 1695.
L'ensemble se compose aujourd'hui :
- d'éléments anciens :
  - le passage voûté aménagé vers 1599 (le "tunnel"),
  - le nymphée d'inspiration italienne édifié au XVIIe siècle,
  - le bassin circulaire du XVIIIe siècle ;
- d'éléments plus récents :
  - le bâtiment principal du séminaire reconstruit après 1892,
  - la chapelle Notre-Dame-de-Toutes-Grâces construite par des séminaristes en 1808,
  - la grande chapelle construite entre 1898 et 1901 par l'architecte diocésain Édouard Bérard (vitraux dus à Félix Gaudin et Léon Tournel),
  - le bâtiment de Lorette construit en 1930, situé dans le parc et accessible par le tunnel, et qui contient la chapelle Notre-Dame-de-Lorette (à l'origine du XVIIe siècle, mais reconstituée après sa destruction en 1871),
  - les bâtiments de la Solitude (dont une chapelle néogothique) réalisés en 1842.

## Séminaire

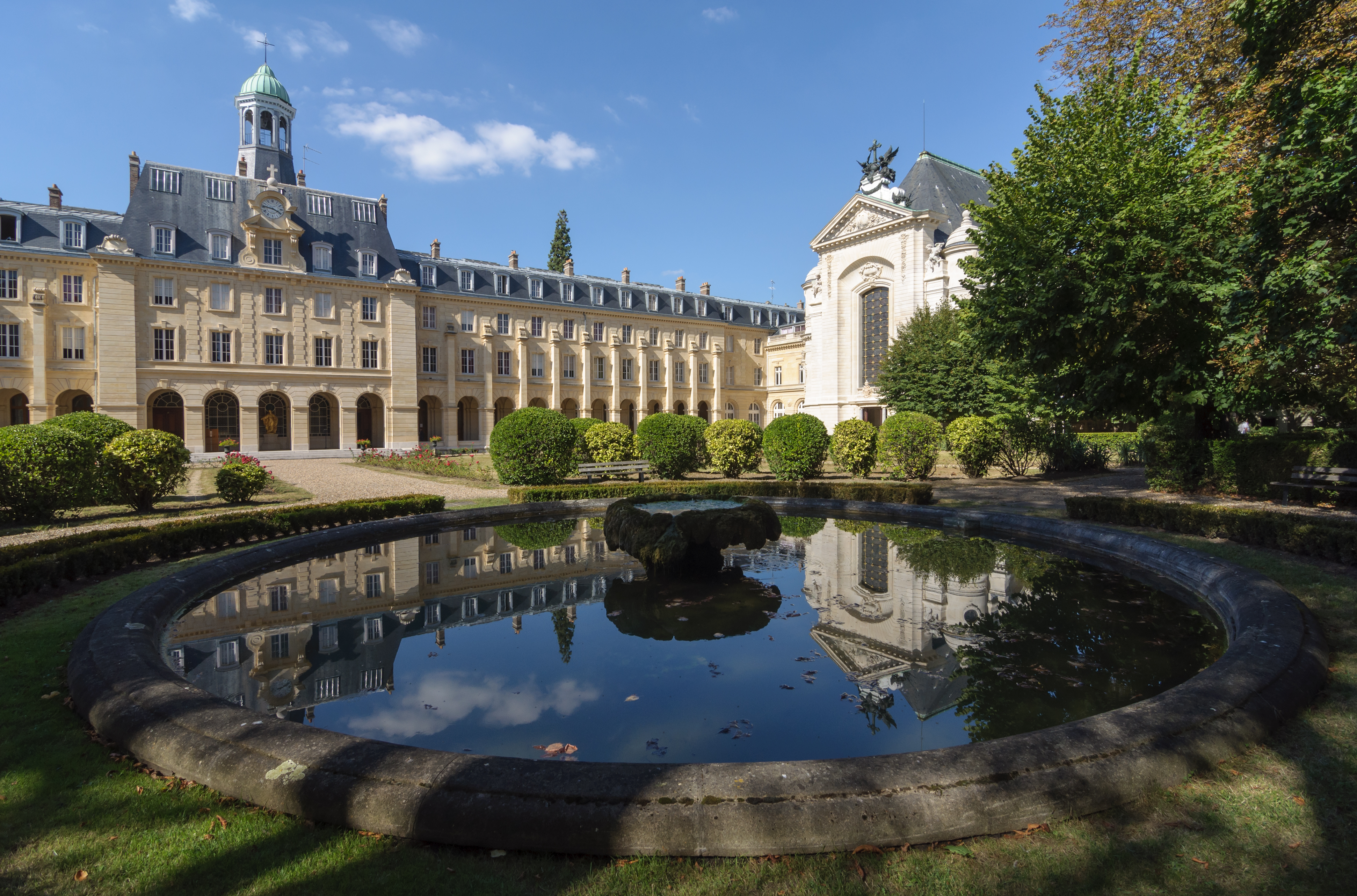
Le bâtiment principal du séminaire et la grande chapelle, se reflétant dans le bassin circulaire du XVIIIe siècle.

Jean-Jacques Olier ouvrit d'abord sa maison de formation des futurs prêtres à Vaugirard en décembre 1641. Devenu curé de la paroisse Saint-Sulpice (25 juin 1642), il transféra l'établissement, d'abord rue Guisarde (1643), puis rue du Vieux-Colombier (1645). Après la Révolution, puis le concordat de 1801, Jacques-André Émery réinstalla le séminaire, en mai 1804, dans l'ancien couvent des Filles de l'Instruction Chrétienne (actuellement 6, rue du Regard). À partir de 1820, l'architecte Étienne-Hippolyte Godde construisit un nouveau bâtiment au no 9 de la place Saint-Sulpice, qui fut le siège de l'établissement jusqu'en décembre 1906, date à laquelle, à la suite de la loi de séparation des Églises et de l'État, les séminaristes durent quitter les lieux (le bâtiment de Godde est affecté depuis janvier 1922 au ministère des Finances).
Le séminaire Saint-Sulpice a conservé le site du 6, rue du Regard en plus de celui d'Issy-les-Moulineaux.
Toujours placé sous la direction de la Compagnie des prêtres de Saint-Sulpice, il constitue l'un des principaux séminaires français.
Interdiocésain il accueille les séminaristes des diocèses de Nanterre, Saint-Denis, Créteil, Evry, Pontoise, Amiens, Beauvais, Rouen, Le Havre, Evreux et des Missions Etrangères de Paris.

## Anciens séminaristes
Ont suivi leurs études (ou une partie de leurs études) au séminaire Saint-Sulpice :

### Élevés sur les autels

#### Canonisés
- Saint Jean-Baptiste de La Salle, (1651-1719), prêtre, fondateur des Frères des écoles chrétiennes, séminaire Saint-Sulpice, 1670[7]
- Saint Louis-Marie Grignon de Montfort, (1673-1716), prêtre, fondateur de la Compagnie de Marie (les Pères montfortains) d'où seront issus les Frères de Saint-Gabriel et les Filles de la sagesse, séminaire Saint-Sulpice 1694 à 1700
- Saint Eugène de Mazenod, évêque, fondateur de la congrégation cléricale missionnaire des Oblats de Marie-Immaculée, séminaire Saint-Sulpice 1808[8]
- Saint Antoine Daveluy, (1808-1866), 5e évêque de Corée, martyr, séminaire Saint-Sulpice à partir de 1841[9]
- Saint  Just de Bretenières, (1838-1866), prêtre, martyr de Corée, canonisé le 6 mai 1984[10], séminaire Saint-Sulpice 1856[11]

#### Bienheureux
- Bienheureux Jacques-Augustin Robert de Lézardière (1768-1792), diacre, martyr de la Révolution française, Saint-Sulpice 1787
- Bienheureux Jacques-Désiré Laval, prêtre, missionnaire de l'île Maurice, séminaire Saint-Sulpice 1835

#### Vénérables
- Vénérable Pierre-Bienvenu Noailles, prêtre, fondateur de l'Association de la Sainte Famille de Bordeaux, Saint-Sulpice 1816
- Le vénérable François Libermann, prêtre, fondateur de la Société du Saint-Cœur de Marie, séminaire Saint-Sulpice 1827
- Vénérable Matthieu Henri Planchat, prêtre, religieux fusillé pendant la Commune, séminaire Saint-Sulpice 1850

#### Témoins de la foi
- Amédée Benoît, mort au Vietnam en 1954, déclaré témoin de la foi le 7 mai 2000, séminaire Saint-Sulpice 1932[12]

### Autres personnages illustres
Ci-après, les personnages connus non élevés sur les autels: les scientifiques, les hommes de lettres, les fondateurs, les résistants et quelques évêques.

#### Scientifiques
- Jean Bouyssonie (1877-1961), prêtre, préhistorien qui a découvert l'homme de la Chapelle-aux-Saints, séminaire Saint-Sulpice 1908[13];
- Henri Breuil (1877-1961), prêtre, préhistorien connu sous le nom de l'« abbé Breuil » et surnommé Le pape de la Préhistoire[13], séminaire Saint-Sulpice 1895.

#### Historiens et écrivains
- Marie-Félicité Brosset, laïc, orientaliste français, spécialiste des études géorgiennes et arméniennes ;
- P. Henri Lacordaire, prêtre, prédicateur, journaliste et homme politique, rétablit l’Ordre dominicain en France, séminaire Saint-Sulpice 1824 ;
- Félix Dupanloup, évêque d’Orléans, éducateur théologien enseignant, journaliste, membre de l'Académie française, séminaire Saint-Sulpice 1825 ;
- Cardinal Louis-Edouard Pie, évêque de Poitiers, chef de file des ultramontains, séminaire Saint-Sulpice de 1835 à 1839 ;
- Ernest Renan (1843-1845), laïc, écrivain, philologue, philosophe et historien[14], membre de l'Académie française, séminaire Saint-Sulpice de 1841 à 1843 ;
- Julien Sacaze (1847-1889), laïc, épigraphiste et érudit français spécialisé dans l'Antiquité des Pyrénées, séminaire Saint-Sulpice en 1863 ;
- Henri Le Tendre de Tourville (1842-1903), prêtre, philosophe et précurseur de la sociologie, séminaire Saint-Sulpice entre 1866 et 1873 ;
- P. Marie-Joseph Lagrange (1855-1938), prêtre, dominicain, bibliste, séminaire Saint-Sulpice entre 1878 et 1879 ;
- Arthur Mugnier (1853-1944), prêtre, mémorialiste du Paris intellectuel et mondain; au séminaire Saint-Sulpice pendant la Guerre de 1870 ;
- Léonce Marraud (1882-1914), sous-diacre, étudiant en 4e année lorsqu'il est mobilisé comme lieutenant. Son nom est inscrit au Panthéon parmi les 560 écrivains morts au champ d'honneur pendant la Première Guerre mondiale.
- Guy de Larigaudie (1908-1940), laïc, explorateur et écrivain scout, séminaire Saint-Sulpice 1926 ;
- P. Irénée Noye (1921-2022), prêtre, historien, archiviste et érudit, séminaire Saint-Sulpice 1938-1943 ;
- P. Michel de Certeau (1925-1986), prêtre, jésuite, philosophe, historien, séminaire Saint-Sulpice entre 1944 et 1947 ;
- Fernand Mourret (1854-1938), prêtre, enseignant, historien et écrivain ;
- Jean Steinmann (1911-1963), prêtre, exégète, écrivain et animateur de groupe confessionnel ;

#### Fondateurs
- Chanoine Antoine-Louis Cornette, prêtre, cofondateur des scouts de France, séminaire St-Sulpice 1887
- François Ducaud-Bourget, chapelain de l'ordre souverain de Malte, prélat honoraire du Vatican, membre fondateur de la FSSPX, séminaire St-Sulpice 1919
- Bienheureux Basile Moreau, fondateur de la congrégation de Sainte-Croix, séminaire St-Sulpice et Solitude Saint-Sulpice 1822

#### Résistants
- Cardinal Jules Saliège, évêque, compagnon de la Libération, séminaire St-Sulpice 1895
- P. Pierre-Fourier Evrard, sulpicien et résistant, séminaire Saint-Sulpice 1898
- P. Pierre Finet, prêtre jésuite, compagnon de la libération, séminaire St-Sulpice ?
- Abbé Roger Derry, prêtre, résistant français, exécuté en 1943, séminaire St-Sulpice entre 1922 et 1930
- Abbé Charles Prévost
- P. Maurice Cordier, prêtre, résistant français, ayant prononcé l'homélie des funérailles du Général de Gaulle à Colombey-les-deux-Églises

#### Évêques
- Cardinal Louis-François de Rohan-Chabot, évêque, homme politique, séminaire St-Sulpice 1819
- Le Cardinal de Bonald à Lyon
- Cardinal François-Marie-Benjamin Richard à Paris
- Cardinal Luçon à Reims
- Mgr Denys Affre, archevêque de Paris, mort pendant les journées révolutionnaires de 1848.
- Mgr John Joseph Williams, archevêque de Boston
- Mgr Benoît Langénieux, archevêque de Reims et cardinal en 1847[15] ;
- Mgr Benjamin-Octave Roland-Gosselin, évêque de Versailles jusqu'en 1952.
- Mgr Édouard-Charles Fabre, 3e évêque de Montréal, en 1843
- Mgr Matthew Harkins, évêque de Providence aux États-Unis
- Mgr Charles de Gorostarzu, vicaire apostolique du Yunnan.
- Cardinal Pierre Petit de Julleville, entre 1889 à 1893
- Cardinal Liénart à Lille en 1906
- Mgr Henri Brault, évêque de Saint-Dié, en 1912
- Mgr Jean Rupp, évêque français, en 1928
- Mgr Gérard Coliche, évêque français
- Mgr Michel Saudreau, 1er évêque du Havre, avant 1957
- Mgr Hubert Barbier, évêque d'Annecy en 1984 ;
- Mgr Bernard Panafieu, Archevêque de Marseille en 1995 ;
- Cardinal André Vingt-trois, archevêque de Paris ;
- Mgr Pascal Wintzer; archevêque de Poitiers en 2012 ;
- Mgr Yves Patenôtre, évêque de Saint-Claude en 1994 ;
- Mgr Émile Marcus, archevêque de Toulouse en 1996 ;
- Émile Shoufani, archimandrite de l'Église grecque-catholique melkite de la Terre sainte, théologien et éducateur chrétien arabe, de nationalité israélienne, militant de la paix, séminaire St-Sulpice 1966.
- Mgr Michel Pansard, Nommé évêque de Chartres le 21 décembre 2005, il a été consacré le 5 février 2006.Nommé le 1er août 2017 évêque d'Évry
- Mgr Olivier Leborgne, évêque d’Amiens puis d’Arras-Saint Omer et Boulogne (nommé le 4 septembre 2020: intronisé le 25 octobre 2020).
- Mgr Matthieu Dupont, évêque de Laval depuis le 9 janvier 2024.

#### Autres membres illustres
- Paul Seigneret, séminariste de Saint-Sulpice, fusillé à Belleville durant la Commune de Paris le 26 mai 1871.
- Maurice Nédoncelle, prêtre et philosophe personnaliste français.

## Supérieurs du Séminaire Saint-Sulpice
- 1641-1657 : Jean-Jacques Olier, fondateur
- 1657-1676 : Alexandre de Bretonvilliers, PSS
- 1676-1700 : Louis Tronson, PSS
- 1700-1725 : François Leschassier, PSS
- 1725-1731 : Charles-Maurice Le Peletier, PSS
- 1731-1770 : Jean Cousturier, PSS
- 1770-1777 : Claude Bourachot, PSS
- 1777-1782 : Pierre Le Gallic, PSS
- 1782-1811 : Jacques-André Émery, PSS
- 1814-1826 : Antoine Du Pouget Duclaux, PSS
- 1826-1845 : Antoine Garnier, PSS
- 1845-1850 : Louis de Courson, PSS
- 1850-1863 : Joseph Carrière (en), PSS
- 1864-1875 : Michel Caval, PSS
- 1875-1893 : Henri Icard, PSS
- 1894-1901 : Arthur Captier, PSS
- 1901-1904 : Jules-Joseph Lebas, PSS
- 1904-1921 : Pierre-Henri Garriguet, PSS
- 1921-1928 : Auguste Berrué, PSS
- 1928-1935 : Pierre Boisard, PSS
- 1929 : Jean Verdier, PSS « Supérieur général et archevêque de Paris »
- 1938-1945 : Jean Pressoir, PSS
- 1945-1952 : André Baufine, PSS
- 1952-1954 : Jean Gillet, PSS
- 1954-1960 : Léon Enne, PSS
- 1960-1960 : Claude Longère, PSS
- 1966-1969 : Constant Bouchaud, PSS
- 1969-1972 : Émile Marcus, PSS
- 1972-1984 : Georges Soubrier, PSS
- 1984-1994 : Bernard Pitaud
- 1994-2002 : Charles Bonnet, PSS
- 2002-2007 : Jean-Luc Védrine, PSS
- 2007-2016 : Didier Berthet (évêque de Saint-Dié)
- 2016-2022 : Emmanuel Goulard, PSS
- 2022-2023 : Diego Elias Arfuch, PSS
- 2023 : Emmanuel Goulard, PSS

## Galerie

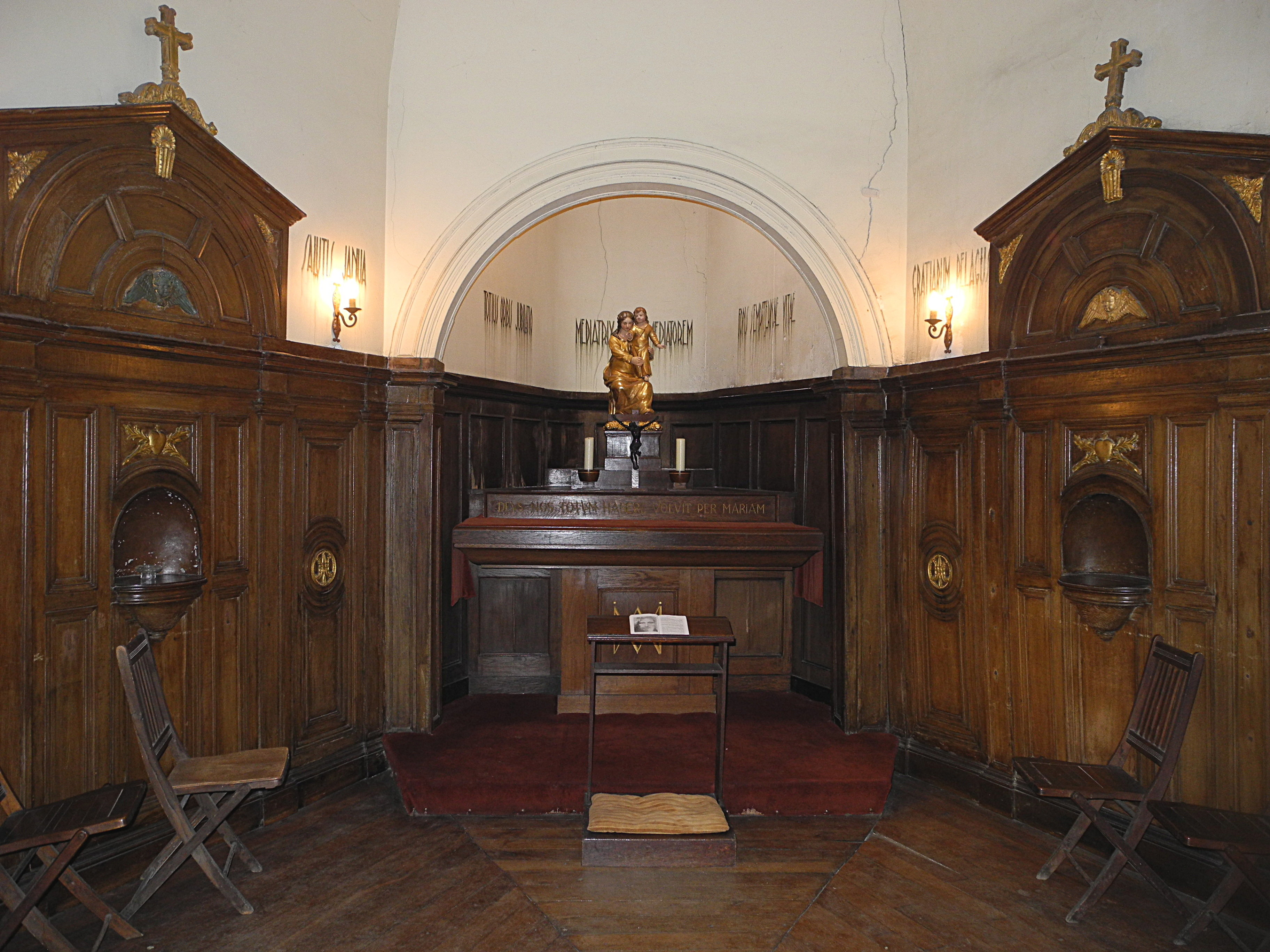
Chapelle Notre-Dame-de-Toutes-Grâces construite par des séminaristes en 1808.
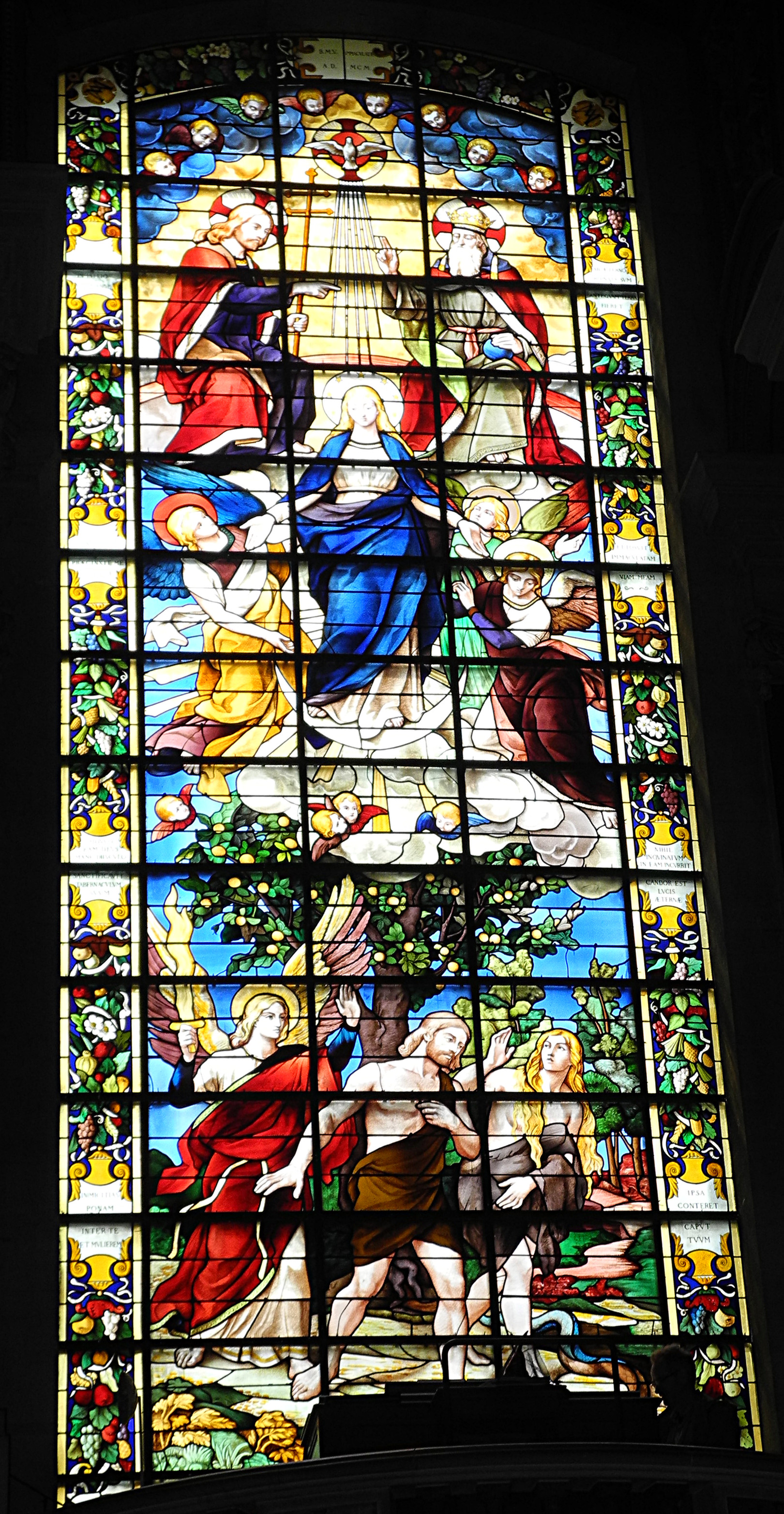
Vitrail de la grande chapelle.
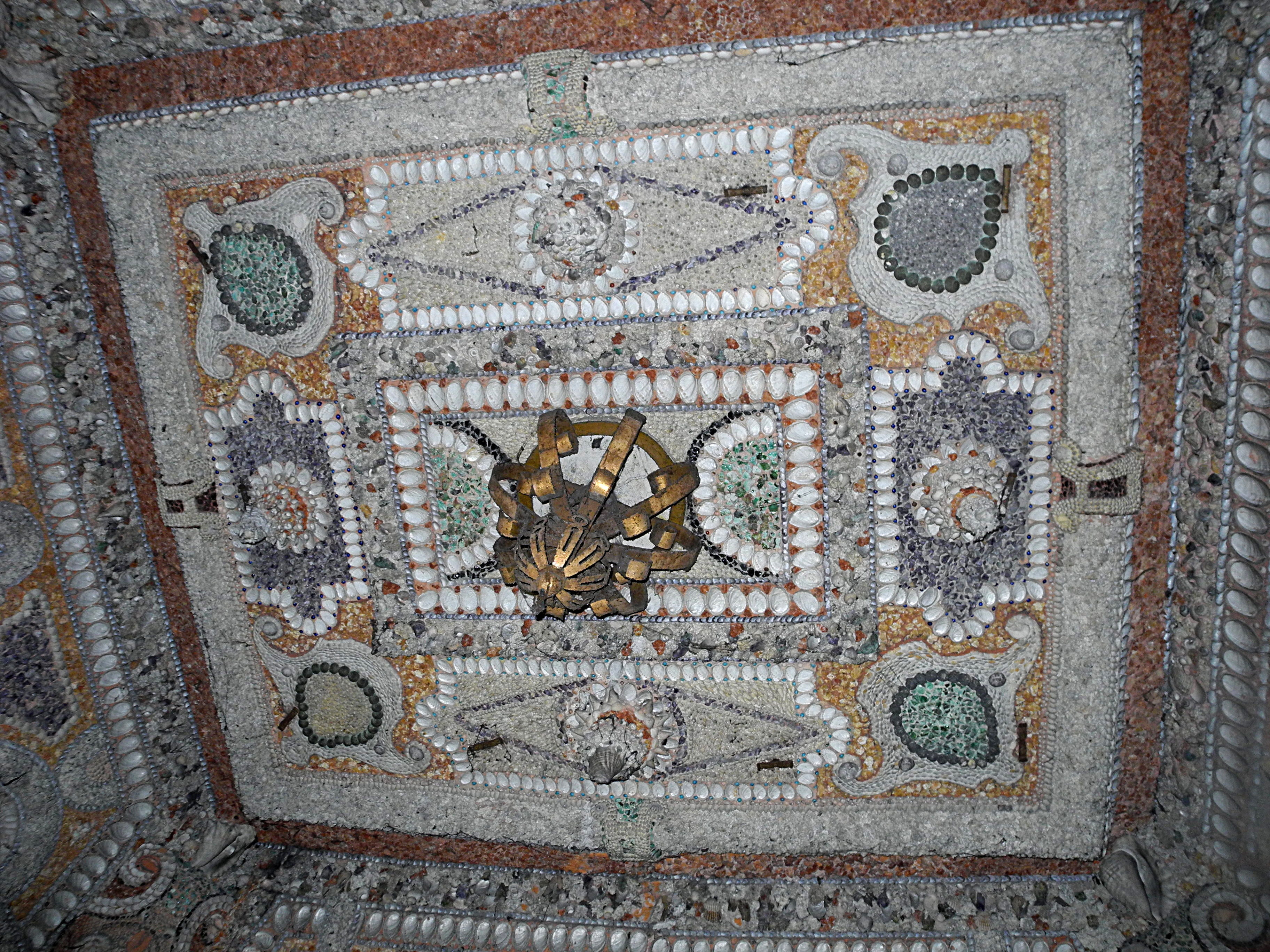
Détail en rocaille du plafond du nymphée.

## Pour approfondir